# マジー・スター
マジー・スター（Mazzy Star）は、1989年、ボーカルのホープ・サンドヴァル (Hope Sandoval) とギターのデヴィッド・ロバック (David Roback) により結成されたバンド。

## キャリア
1990年のデビュー・アルバム『シー・ハングス・ブライトリィ』は「ドアーズ以来、最高のサイケデリックバンド」と評され、『NME』や『ローリング・ストーン』といった音楽雑誌で次々と年間ベスト・アルバムを獲得し大絶賛される。1994年の「フェイド・イントゥ・ユー」がビルボード・ポップ・チャートの上位に入るヒットとなった。
1996年のサード・アルバム『アマング・マイ・スワン』発表以降はほぼ活動停止状態となった。ホープ・サンドヴァルは、ソロ・アルバムを発表している。バンドは、2012年から活動を本格的に再開し、翌2013年にニュー・アルバムを発表した。また、イギリスのロックバンド、ジーザス&メリーチェインのウィリアム・リードとホープは恋仲にあったとされるが、1999年にバンドが解散した一因としてホープの存在を多くの音楽ライターや関係者が取り上げた。そのため、「ジーザス&メリーチェインを崩壊させた女」としてファム・ファタールのように語られることもある。ボーカルのホープは極度のインタビュー嫌いで、ほとんどの雑誌でのインタビューを断り続けている。

## メンバー
ホープはマイ・ブラッディ・ヴァレンタインのコルム・オコーサクとのコラボレーションによるユニット、ホープ・サンドヴァル・アンド・ウォーム・インヴェンションズ (Hope Sandoval & the Warm Inventions) での活動も行っている。他にも様々なミュージシャンの作品への客演が多く、2010年にはマッシヴ・アタックの作品にボーカルとして参加している。
デヴィッド・ロバックは、兄弟のスティーヴンとバンドRain Paradeで音楽活動を開始。マジー・スターではギターやキーボード、ピアノを担当し、「ほぼ全ての楽曲の作曲」とプロデュースも手掛けた。後年、ノルウェーに拠点を移しレコーディング活動を続けていたが、2020年2月25日に61歳で逝去したことが伝えられた。死因は公表されていない。

## ディスコグラフィ

### スタジオ・アルバム
- 『シー・ハングス・ブライトリィ』 - She Hangs Brightly (1990年)
- 『妖しき夜』 - So Tonight That I Might See (1993年)
- 『アマング・マイ・スワン』 - Among My Swan (1996年)
- 『シーズンズ・オブ・ユア・デイ』 - Seasons of Your Day (2013年)

### ライブ・アルバム
- Ghost Highway (2020年)

### EP
- Deep Cuts (2009年)
- Still (2018年)